# Weekend Weekend
Weekend Weekend var et weekend-talkshow på TV2, der gik i luften lørdag d. 12. november 2011 kl. 9.15. 
Sammen med kendte gæster ville værterne hver lørdag og søndag morgen kl. 9-11 lave et morgenshow med interviews og diskussioner. Programmet blev sendt direkte om lørdagen, og søndagens program var optaget efter lørdagens og var derfor ikke direkte, programmet boede i studie 4 på Nordisk Film, samme studie som Natholdet. Værterne fik hver gang besøg af to kendte gæster.
Weekend Weekend blev sendt på TV2 i efteråret 2011 til foråret 2012, grundet at Weekend Weekend ikke havde den fleksibilitet til at afspejle de begivenheder der skete i weekenden. Derfor har TV2 valgt at sende GO' Morgen Danmark alle ugens dage.

## Værter
- Felix Smith (12. november 2011- 27. maj 2012)
- Sara Bro (12. november 2011- 27. maj 2012)
- Ibi Støving (7. januar 2012-27. maj 2012)

### Tidligere værter
- Christiane Schaumburg-Müller (12. november 2011-31. december 2011)

## Hovedgæster

### 2011
| Dato        | Lørdag                                                          | Søndag                                             |
| ----------- | --------------------------------------------------------------- | -------------------------------------------------- |
| 12-13. nov. | Helle Thorning-Schmidt og Anders Matthesen                      | Medina og Martin Brygmann                          |
| 19-20. nov. | Lars Hjortshøj og Lars Ranthe                                   | Bintzer-brødrene og Pernille Rosendahl             |
| 26-27. nov. | Mick Øgendahl og Johanne Schmidt-Nielsen                        | Adam Price, Anders Lund Madsen og Julie Zangenberg |
| 3-4. dec.   | Rune Klan og Krysters Kartel                                    | Rasmus Bjerg, Tim Christensen og Noel Gallagher    |
| 10-11. dec. | Ulla Terkelsen og Jens Gaardbo                                  | Huxi Bach og Nicolaj Kopernikus                    |
| 17-18. dec. | Anne Linnet og Uffe Holm                                        | Pia Kjærsgaard og Johan Olsen                      |
| 24-25. dec. | Ørkenens Sønner (dog uden Asger Reher) og Thomas Skov Gaardsvig | Thomas Hartmann, Thomas Warberg og Tobias Dybvad   |
| 31. dec.    | James Price og Ole Kristoffersen                                | Ingen Udsendelse                                   |

### 2012
| Dato         | Lørdag                                                                | Søndag                                                                           |
| ------------ | --------------------------------------------------------------------- | -------------------------------------------------------------------------------- |
| 7-8. jan.    | Jonas Schmidt og Michael Meyerheim                                    | Ditte Hansen og Rasmus Tantholdt                                                 |
| 14-15. jan.  | Linda P - kun en gæst grundet Dronningens 40 års regentjubilæum       | Søs Fenger og Nicolas Bro                                                        |
| 21-22. jan.  | Steen Jørgensen, Lene Nystrøm og Sharin Foo (3 af dommerne fra Voice) | Frederik Fetterlein og Henrik Qvortrup                                           |
| 28-29. jan.  | Casper Christensen og Frank Hvam, Laura Christensen                   | Uffe Buchard og Søs Egelind                                                      |
| 4-5. feb.    | Jan Gintberg og Nabiha                                                | Ellen Hillingsø og Naser Khader                                                  |
| 11-12. feb.  | Ida Auken og Mads Vangsø                                              | Lasse Rimmer og Mille Dinesen                                                    |
| 18-19. feb.  | Stine Bosse og Bubber                                                 | Ulrik Wilbek og Janus Bakrawi                                                    |
| 25-26. feb.  | Rasmus Nøhr og Joachim B. Olsen                                       | Timm Vladimir og Morten Spiegelhauer                                             |
| 3-4. mar.    | Peter Mygind og Julie Ølgaard                                         | Jonatan Spang og Kaya Brüel                                                      |
| 10-11. mar.  | Margrethe Vestager og Annette Heick                                   | Lærke Winther Andersen og Mikkel Beha Erichsen                                   |
| 17-18. mar.  | Reimer Bo Christensen og Bodil Jørgensen                              | Peter Gantzler, Thomas Madvig og Sara Hjort                                      |
| 24-25. mar.  | Clemens og Poul Madsen                                                | Nikolaj Kirk og Mads Brügger                                                     |
| 31.-1. apr.  | Alexandre Willaume og Ida Corr                                        | Mads Steffensen og Xander                                                        |
| 7.-8. apr.   | Jes Dorph, Karsten Green og Jøden                                     | Andreas Bo og Christopher                                                        |
| 14.-15. apr. | Nikolaj Steen og Rytteriet                                            | Jens Gaardbo og Lasse Spang Olsen, Jan Elhøj (Zulu-programmet "Dumt og farligt). |
| 21.-22. apr. | Geo og Peter Mogensen                                                 | Søren Østergaard, Ane Cortzen og Lucy Love                                       |
| 28.-29. apr. | Jørgen Leth og Christina Sederqvist                                   | Michèle Bellaiche, og Magnus Millang                                             |
| 5.-6. maj    | Erik Clausen og Erann DD                                              | Christian Stadil, og Diana Benneweis                                             |
| 12.-13. maj  | Christiane Schaumburg-Müller, Robert Hansen og Jan Fog                | Outlandish, Esben Pretzmann og Rune Tolsgaard                                    |
| 19.-20. maj  | Peter A.G. Nielsen og Simon Jul                                       | Pato Siebenhaar, Kristian von Hornsleth og Mikael Wulff                          |
| 26.-27. maj  | Cutfather, Bille August og The Storm                                  | Jacob Haugaard og Brian Holm                                                     |